# 고복저수지
고복저수지는 세종특별자치시 연서면 고복리, 용암리 지역에 위치한 저수지이다. 2009년 4월 10일 연기군은 고복저수지 주변에 2015년까지 친환경 생태공원을 조성하기 위하여 자연환경보전이용시설 설치계획을 고시한 바 있다.